# Tigist Ketema
Tigist Ketema (* 15. September 1998) ist eine äthiopische Mittelstreckenläuferin und Langstreckenläuferin. 

## Sportliche Laufbahn
Erste internationale Erfahrungen sammelte Tigist Ketema bei den Afrikameisterschaften 2016 in Durban, bei denen sie mit 2:04,61 min in der ersten Runde ausschied. Anschließend gewann sie bei den U20-Weltmeisterschaften in Bydgoszcz in 2:05,13 min die Bronzemedaille. Im Jahr darauf siegte sie bei den Juniorenafrikameisterschaften in Tlemcen in 2:05,85 min. 2021 siegte sie in 4:03,90 min über 1500 m beim Memoriał Ireny Szewińskiej.
2016 wurde Ketema äthiopische Meisterin im 800-Meter-Lauf.
Im Januar 2024 siegte sie beim Dubai-Marathon in der Streckenrekordzeit von 2:16:07 h. Damit lief sie die schnellste jemals von einer Marathon-Debütantin gelaufene Zeit und die achtschnellste jemals von einer Frau gelaufene Zeit. Im September 2024 gewann sie mit einer Zeit von 2:16:42 h den 50. Berlin-Marathon.

## Persönliche Bestzeiten
- 800 Meter: 2:02,28 min, 10. Juni 2017 in Hengelo
  - 800 Meter (Halle): 2:02,00 min, 7. Februar 2017 in Sabadell
- 1500 Meter: 4:00,91 min, 8. Juni 2021 in Hengelo
  - 1500 Meter (Halle): 4:07,40 min, 5. Februar 2020 in Ostrava
  - Meile (Halle): 4:33,50 min, 17. Februar 2022 in Liévin
- 2000 Meter: 5:41,24 min, 11. Juni 2019 in Montreuil
  - 3000 Meter (Halle): 8:56,63 min, 12. Februar 2019 in Eaubonne
- Marathon: 2:16:07 h, 7. Januar 2024 in Dubai